# Ураган
Ураганът (на френски: ouragan, на испански: huracan; думата е заимствана от езика на карибските индианци) е тропически циклон, чиято максимална скорост за продължителен период е равна или по-голяма от 65 възела (около 39 m/s). Ураганите допълнително се степенуват по скалата на Сафир-Симпсън. Урагани от категории 3, 4 и 5 се наричат също големи урагани. Дванадесетата, последна степен от скалата на Бофорт се нарича ураган.
Тропичните циклони са области с много ниско (до 950 hPa) атмосферно налягане в центъра („окото“) – там няма облаци и цари затишие. Около него се образуват огромни кълбесто-дъждовни облаци, падат поройни валежи, бушуват силни ветрове. В океаните се образуват огромни вълни, които причиняват катастрофални щети по крайбрежията. Тропичните циклони се прогнозират чрез спътникови наблюдения.
Хоризонталните размери на циклона са 2000 – 3000 km, а скоростта на преместване – 35 – 50, рядко до 100 km/h. В Южното полукълбо вятърът в циклона е по посока на движението на часовниковата стрелка, в Северното полукълбо – обратно, заради ефекта на Кориолис. Най-силни урагани се образуват и бушуват в районите на Карибско море и Мексиканския залив.